# トラブル
トラブル (英: trouble) とは、社会的な事故を指す。いざこざ・もめ事・悶着・面倒・問題・紛争・障害などとも言われる。

## 概要
感情や利害の行き違いで発生し、小さいところでは口論、大きいところでは殴り合い、果ては法的手段まで、さまざまなレベルが考えられる。ここから派生して、物事が予定通り進まないこと全般を指す。

## 備考
また近年、主に若者たちの間で、トラブルを動詞化して「トラブる」「トラブった」などという表現も盛んに用いられている。基本的に人間は社会においてトラブルを避ける事を由とするが、相手側からのレスポンスによってはトラブルというカテゴリーを解決する為に、新たなトラブルを生み出さざるを得ない環境もある為、巻き込まれた場合のジレンマは致命的な事もある。